# Jogo da lula

Diagrama mostrando o layout do jogo. É composto por cinco áreas: casa ofensiva (1), área de promoção para a defesa (2), casa defensiva (3), área de promoção para o ataque (4) e outros (5).

Lula, chamada ojingeo (em coreano:  오징어), é um jogo infantil na Coreia. O jogo tem esse nome porque o formato do tabuleiro desenhado no chão se assemelha ao de uma lula, e há variações regionais do nome como "lula gaisan" (gaisan é considerado uma variação da palavra japonesa kaisen 開戦, "para iniciar uma guerra") ou "lula takkari". É jogado com vários jogadores, e o jogo é dividido em duas equipes, ofensivas e defensivas. Existem dois propósitos principais: os atacantes atingirem o propósito do ataque, ou as equipes se aniquilarem.

## Jogabilidade
As bases de cada uma das equipes são chamadas de "casas" (집). O círculo superior é a casa da equipe ofensiva, o retângulo inferior é a casa da equipe defensiva e o triângulo do meio é o campo neutro entre eles. Os jogadores atacantes só podem se mover com um pé. No entanto, é permitido se apoiar com um pé na "área segura" e com outro nas outras áreas. Quando um jogador atacante atinge a "área de promoção" em forma de cunha no topo do triângulo (sobreposta à casa ofensiva) após cruzar a "área de ponte" que conecta o triângulo e grande parte do retângulo, eles podem se mover com ambos os pés em todas as áreas. Da mesma forma, um pequeno círculo na parte inferior do retângulo ou, alternativamente, nos cantos superiores da casa defensiva em qualquer lado da área da ponte, pode ser usado como áreas de promoção para jogadores defensivos. Existem variações regionais para o nome da área da ponte. Se os membros da equipe ofensiva ou defensiva não cumprirem as regras do jogo, eles serão mortos.

### Variações regionais
Devido ao fato de o jogo ser uma brincadeira infantil, há poucos conjuntos de regras oficiais, e suas características comuns são principalmente atestadas por várias pessoas que o jogaram quando crianças. No entanto, existem alguns exemplos de variações regionais nas regras.

#### Lula ttaeng (Busan)
Squid ttaeng (오징어땡) é uma variação regional popular em Busan. O jogo geralmente envolve dez ou mais participantes. Supõe-se que a origem do jogo seja influenciada pela grande presença de lulas nas águas ao redor da ilha de Gadeokdo e pela popularidade das lulas como lanche entre as crianças locais. O jogo começa com a divisão de duas equipes, com no mínimo dez pessoas por equipe. É desenhada uma lula com corpo em forma de pentágono e cauda redonda. A equipe que vence um jogo de pedra papel tesoura torna-se a equipe defensiva e a equipe que perde passa a ser a equipe ofensiva. Se a equipe ofensiva chegar à casa da equipe defensiva e gritar "Ttaeng", o jogo é ganho pela equipe ofensiva e as duas equipas mudam de lado.

#### Jogo de unificação da lula
Jogo de unificação de lula (오징어통일놀이) é uma variação regional da região de Haenam. Diz-se que o jogo se originou no período dos Três Reinos da Coreia, quando eles estavam lutando por terras. Nesta versão, a zona que a equipe ofensiva tem de atingir ao passar pela equipe defensiva é denominada "zona de unificação".

## Na cultura popular
O jogo se tornou famoso no mundo todo através da série 오징어 게임 (Squid Game), ou Round 6, aonde o jogo final é o jogo da lula.